# مولی هولی
مولی هولی (انگلیسی: Molly Holly؛ زادهٔ ۷ سپتامبر ۱۹۷۷) کشتی‌گیر کشتی حرفه‌ای اهل ایالات متحده آمریکا است.